# Collection de l’Art Brut

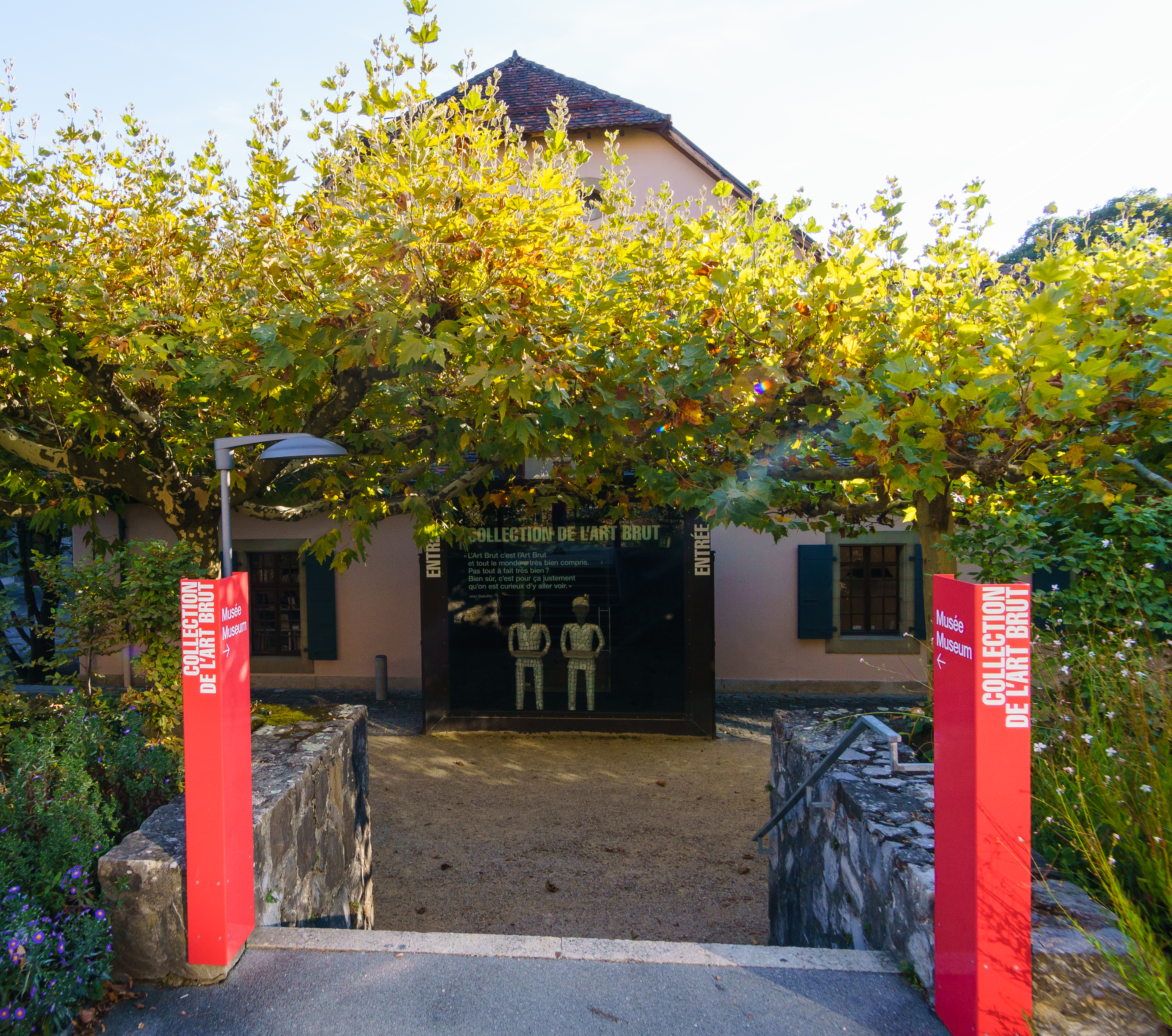
Museum Collection de l’Art Brut

Die Collection de l’Art Brut ist ein 1976 eröffnetes Museum in der Stadt Lausanne im schweizerischen Kanton Waadt. Es ist dem Kunstgenre Art brut gewidmet.

## Geschichte
Die Sammlung des Museums umfasst Werkgruppen von Künstlern, die in ihrem Schaffen oft ungewohnte Materialien und eigenwillige Ausdrucksformen verwendet haben. Es handelt sich um Werke, die ausserhalb des allgemeinen oder offiziellen Kunst- und Kulturbetriebs entstanden. In vielen Heilanstalten für psychisch beeinträchtigte Personen diente die Beschäftigung mit Kunstformen einem therapeutischen Zweck. In einigen Institutionen wurden auf diese Weise entstandene Arbeiten von Patienten für weitere Studien archiviert. In der Zeit nach dem Ersten Weltkrieg begannen sich die Surrealisten teilweise für die «art des fous» zu interessieren, die damals manchmal auch in Ausstellungen zu sehen war. 
Die Sammlung in Lausanne geht auf den französischen Maler Jean Dubuffet zurück, der in den 1920er-Jahren auf die vom deutschen Psychiater Hans Prinzhorn in Heidelberg zusammengestellten Objekte aufmerksam wurde, die heute in der Sammlung Prinzhorn aufbewahrt werden. Dubuffet begann selber solche Arbeiten zu erwerben und schuf für diese Werke den Begriff der art brut. Zusammen mit Paul Budry von Vevey besuchte Dubuffet unter anderem die psychiatrischen Kliniken der Schweiz auf der Suche nach Archiven mit Werken von Patienten. Auch in Gefängnissen stiess er auf vergleichbare Arbeiten, die von Insassen hergestellt worden waren. Er veröffentlichte Werke der art brut in verschiedenen Büchern. Seine erste Publikation der Reihe Les Fascicules de l’art brut mit dem Titel Les Barbus Müller et autres pièces de la statuaire provinciale konnte zunächst nicht gedruckt werden und erschien erst 1979 beim Musée Barbier-Mueller in Genf.
Von 1947 bis 1951 veranstaltete Dubuffet in Paris Ausstellungen mit Werken aus seiner wachsenden Sammlung. Zusammen mit andern Künstlern gründete er 1948 die Compagnie de l’art brut, die sich bis 1951 in einem vom Verleger Gaston Gallimard zur Verfügung gestellten Pariser Pavillon befand. Als Dubuffet 1951 nach Amerika ging, konnte seine Sammlung auf dem Anwesen des Malers Alfonso Ossorio in East Hampton untergebracht werden. Nach seiner Rückkehr nach Frankreich wohnte Dubuffet ab 1962 wieder in Paris, wo er lange Zeit erfolglos einen festen Platz für den bei ihm befindlichen Teil seiner Sammlung suchte. Weil er damit keinen Erfolg hatte, ging er schliesslich eine Vereinbarung mit der Stadt Lausanne ein, die ihm für die Kunstwerke einen geeigneten Aufbewahrungsort angeboten hatte. 1971 vermachte Dubuffet der Stadt Lausanne seine aus etwa 5'000 Stücken bestehende Sammlung sowie seine Archive. Am 28. Februar 1976 wurde dort der neue Ausstellungsort im Château de Beaulieu eröffnet.

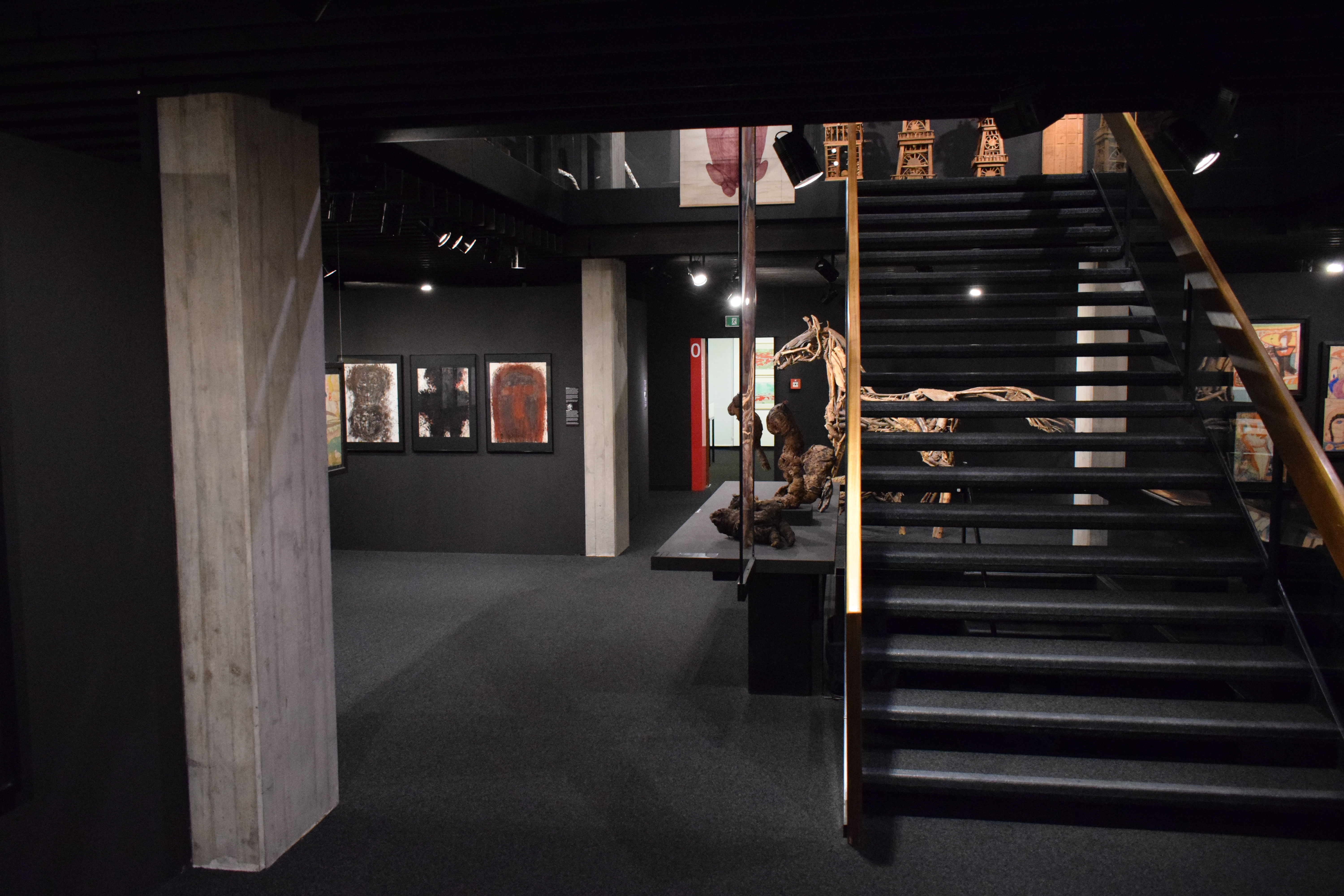
Ausstellungsräume
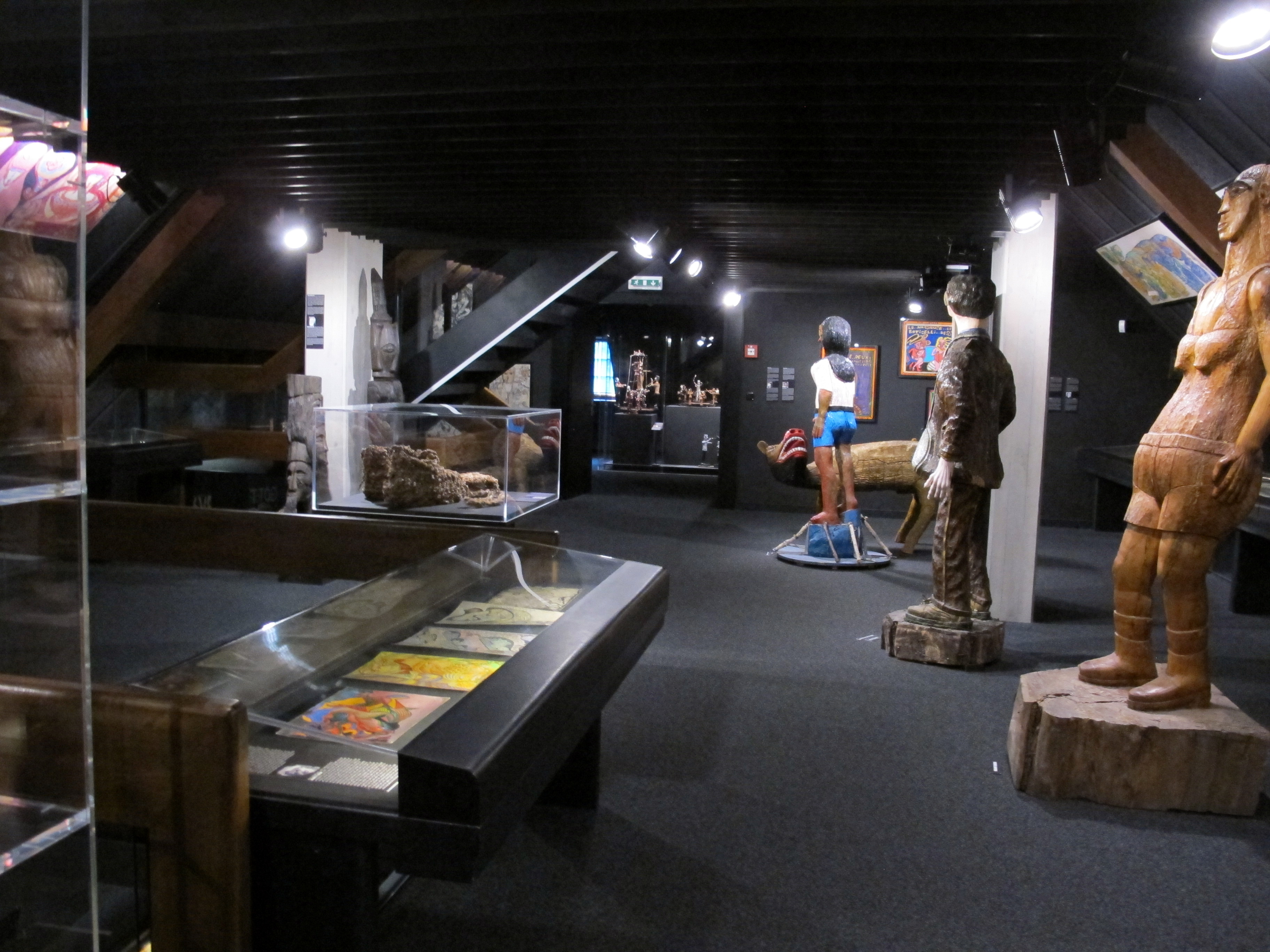
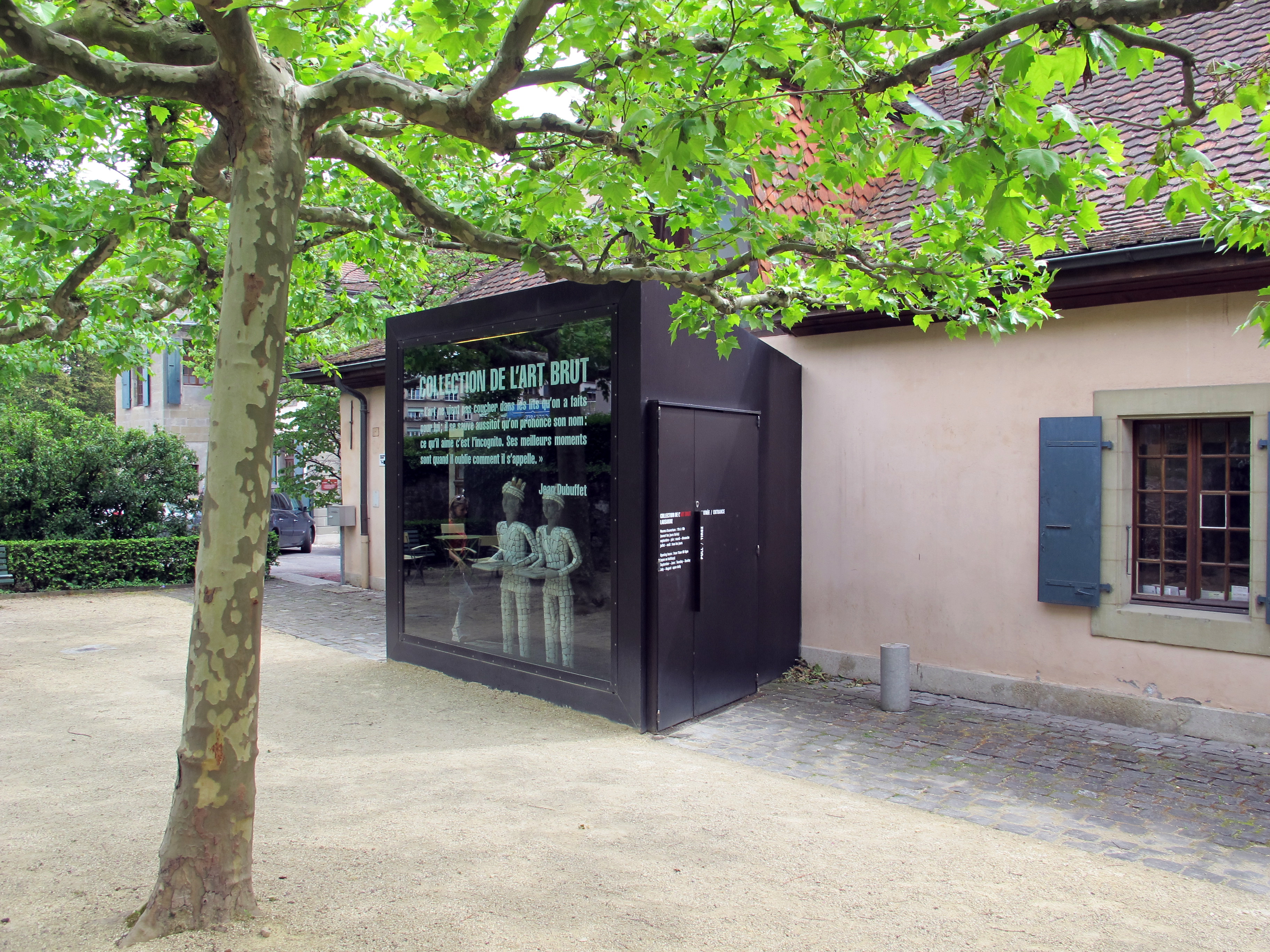
Eingang
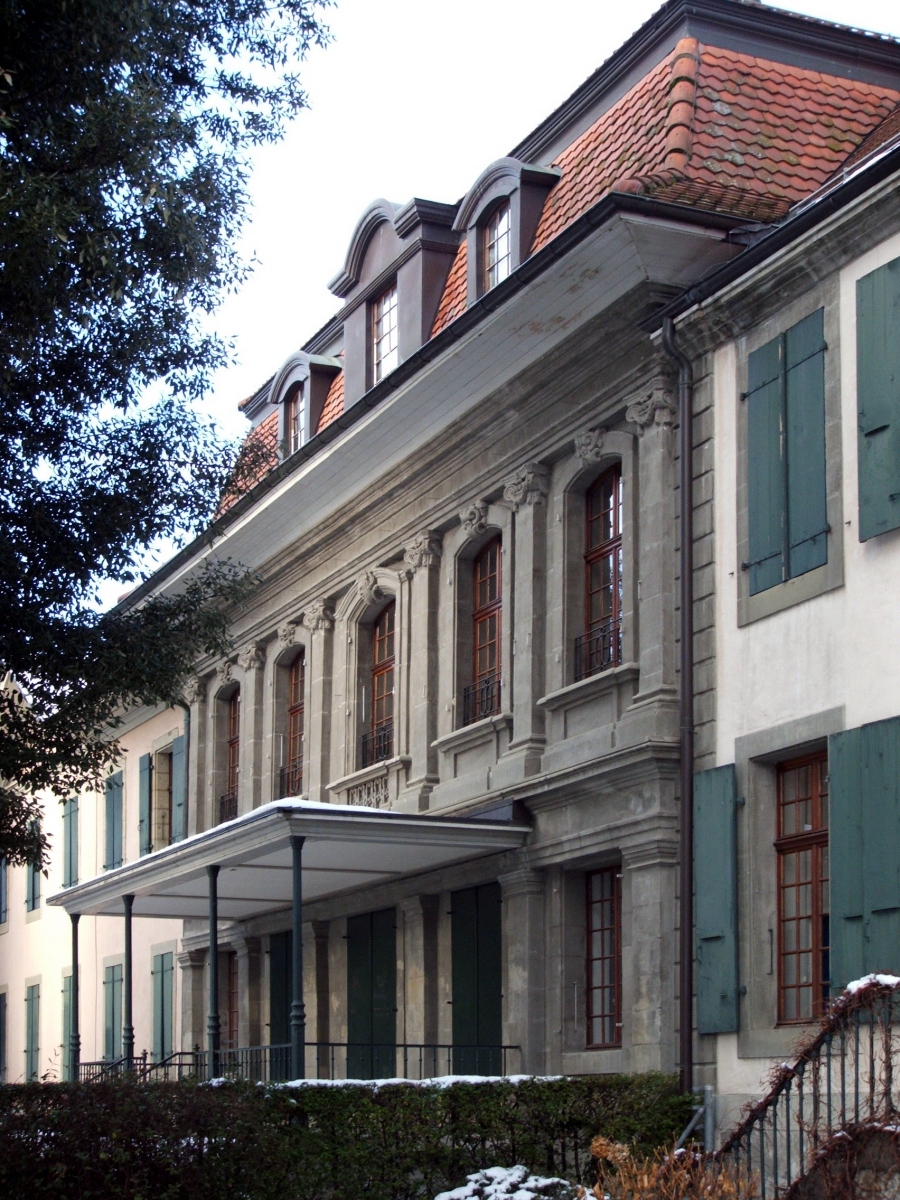
Château de Beaulieu

Ausgehend von Dubuffets Grundlage hat das Museum seit 1976 seine Sammlung stetig um neue Werkgruppen erweitert, zahlreiche Ausstellungen organisiert und Schriften zur Art brut herausgegeben. Von 1976 bis 2001 leitete Michel Thévoz das Museum, 2001 wurde Lucienne Peiry, die eine Dissertation zur Art brut geschrieben hatte, seine Nachfolgerin. Sie blieb bis 2012 im Amt, als Sarah Lombardi die Leitung des Museums interimistisch übernahm; 2013 wurde Lombardi zu dessen Direktorin gewählt. Die Sammlung des Museums umfasst gemäss dessen eigener Angabe inzwischen Werke von rund 1000 Urhebern. Die über 70'000 Werke stammen hauptsächlich von europäischen Künstlern, es sind aber auch Arbeiten afrikanischer, asiatischer, nord- und südamerikanischer Künstler vertreten.
Die Collection de l’Art Brut und das Château de Beaulieu zählen heute zu den Waadtländer Kulturgütern mit nationaler Bedeutung.
Für einige aus den USA zurückgebrachten Sammlungsbestände der Compagnie de l’art brut und für die Bibliothek von Jean Dubuffet ist die 1974 in Paris gegründete Fondation Jean Dubuffet verantwortlich.

## Ausstellungen
1967 wurden 700 Werken von 75 Künstlerinnen und Künstlern aus der Sammlung im Pariser Musée des Arts décoratifs in der Ausstellung «L'Art Brut» präsentiert. 1995 bis 1996 wurden mit «Art Brut et Compagnie - la face cachée de l'art contemporain» erstmals Werke von über 100 Künstlern aus fünf französischsprachigen Sammlungen von Art Brut und Art Singulier zusammen ausgestellt: Collection de l'Art Brut, L'Aracine in Lille (heute im Bestand des LaM – Lille Métropole, musée d’art moderne, d’art contemporain et d’art brut), La Fabuloserie in Dicy, Petit Musée Du Bizarre in Lavilledieu und Musée-Coopérative Collection Cérès Franco in Montolieu.
In Zusammenarbeit mit dem Waadtländer Fotografen Mario Del Curto und der 1998 gegründeten Gesellschaft Société des Arts Indisciplinés in Montreal realisierte die Collection de l’Art Brut 2005 eine Wanderausstellung über den unkonventionellen Künstler Richard Greaves, der aus diesem Anlass in den Strassen der Stadt Lausanne verschiedene Installationen errichtete.
Außerhalb Frankreichs wurden 2006 etwa 80 Werke aus der Collection de l'Art Brut in Madrid und anschließend in San Sebastian ausgestellt. Rund 60 Werke aus der Collection waren 2008 zusammen mit Werken japanischer Art Brut-Künstlerinnen und Künstler in der Wanderausstellung «Crossing Spirit» im Museum of Art in Asahikawa, im Borderless Art Museum NOMA in Omihachiman und im Shiodome Museum in Tokio zu sehen, zeitgleich mit der Ausstellung «Japan» in der Collection de l'Art Brut. Ebenfalls 2008 wurden 70 Werken für die Ausstellung «Bestioles» an das Art et Marges Musée in Brüssel ausgeliehen.
Ab 1976 wurden im Ausstellungsort im Château de Beaulieu in Lausanne Dauer- und Wechselausstellungen gezeigt, unter anderem Einzelausstellungen von Judith Scott 2001, Louis Soutter und Marguerite Burnat-Provins 2003, Eugenio Santoro 2004, Alexander Pawlowitsch Lobanow 2007, Ataa Oko 2011, Daniel Johnston 2013, Michael Golz 2017, Ernst Kolb 2018, Willem van Genk 2021 und Magalí Herrera 2024.

## Künstler und Künstlerinnen (Auswahl)
- Ataa Oko
- Carol Bailly
- Julie Bar
- Ilija Bašičević
- Juliette Élisa Bataille
- Filippo Bentivegna (Castello Incantato)
- Ursula Bluhm
- Benjamin Bonjour
- Édouard Boschey
- Marie Bouttier
- Marguerite Burnat-Provins
- Gaston Chaissac
- Aloïse Corbaz
- Jean Vincent de Crozals
- Henry Darger
- Madge Gill
- Paul Goesch
- Helga Goetze
- Martha Grünenwaldt
- Fatma Haddad
- Johann Hauser
- Magalí Herrera
- Carl Fredrik Hill
- Danielle Jacqui
- Anna Kahmann
- Rosemarie Koczy
- Ernst Kolb
- Hans Krüsi
- Madeleine Lanz
- Simone Marye
- Heinrich Anton Müller
- Linda Naeff
- Inez Nathaniel-Walker
- Laure Pigeon
- Jane Ruffié
- Ody Saban[6]
- Jean-Joseph Sanfourche
- Eugenio Santoro
- Hans Schärer
- Philipp Schöpke
- Friedrich Schröder Sonnenstern
- Armand Schulthess
- Gérard Sendrey
- Franca Settembrini
- Marguerite Sirvins
- Somuk
- Louis Soutter
- Ni Tanjung
- Bernadette Touilleux
- Jeanne Tripier
- Oswald Tschirtner
- Berthe Urasco
- August Walla
- Alois Wey
- Clemens Wild
- Scottie Wilson
- Josef Wittlich
- Maria Wnęk
- Adolf Wölfli
- Henriette Zéphir
- Carlo Zinelli

## Filme
- Lausanne und seine Museen (= Museums-Check. Folge 17). Reportage, 30 Min., Moderation: Markus Brock, Produktion: 3sat. Erstausstrahlung: 23. September 2012.[7]